# ASO飯塚チャレンジドゴルフトーナメント
ASO飯塚チャレンジドゴルフトーナメントは2022年から2023年まで開催されていた麻生、日本ゴルフツアー機構（JGTO）主催の男子プロゴルフトーナメント。福岡県嘉穂郡桂川町の麻生飯塚ゴルフ倶楽部を会場に行われていた。

## 概要
2021年12月20日、国内男子ツアーの新規大会として本大会を2022年から開催すると発表した。
第1回は2022年6月9日から12日までの4日間、72ホールのストロークプレーで出場選手120人が賞金総額1億円を争うことになる。
テレビ中継はABEMAにてネット独占配信となる。

## 歴代優勝者
| 開催回 | 開催年 | 優勝者名 | スコア | 2位との差 | 2位（タイ）                |
| ------ | ------ | -------- | ------ | --------- | -------------------------- |
| 第2回  | 2023年 | 中島啓太 | 259    | Playoff   | 金谷拓実                   |
| 第1回  | 2022年 | 池村寛世 | 265    | 1打差     | 久常涼、ブラッド・ケネディ |